# Christian-Ulrich Ier de Wurtemberg-Œls
Le duc Christian Ulrich Ier de Wurtemberg-Œls (9 avril 1652 au château d'Œls - 5 avril 1704, au même lieu) est un noble allemand. Il est duc de Wurtemberg-Bernstadt de 1669 à 1697, puis duc de Œls-Wurtemberg de 1697 jusqu'à sa mort.
Christian Ulrich est le troisième fils du duc Silvius Ier Nimrod de Wurtemberg-Œls de son mariage avec la duchesse Elisabeth-Marie d'Oels, fille du duc Charles Frédéric de Münsterberg-Œls et Anne-Sophie de Saxe-Weimar.

## Règne
Lorsque son frère aîné Charles Ferdinand meurt en 1669, Christian Ulrich hérite du Duché de Bernstadt. Lorsque son frère aîné Silvius Frédéric II meurt en 1697, Christian Ulrich hérite du duché d'Œls, Christian Ulrich garde les duchés d'Œls et Dobroszyce avec Międzybórz et de pièces de Trebnitz et transfère Bernstadt à son neveu Charles de Wurtemberg-Bernstadt.
En 1698, Christian Ulrich construit une crypte dans une extension de l'église du château de Saint-Jean. Il commence une importante collection de livres et de l'art au château d'Œls. En 1685, il a acheté la ville de Neudorf à Balthasar Guillaume de Prittwitz, seigneur de Rastelwitz. Entre 1685 et 1692, il a construit un château baroque à Neudorf, qu'il a nommé Sibyllenort, d'après sa seconde épouse, Sibylle Marie de Saxe-Mersebourg.
Il est décédé le 5 avril 1704, à 51 ans, au château d'Œls et est enterré dans la crypte ducale qu'il a construit.

## Mariage et descendance
Il s'est marié une première fois, le 13 mars 1672 à Bernbourg avec Anne-Élisabeth d'Anhalt-Bernbourg, fille du prince Christian II d'Anhalt-Bernbourg et Éléonore Sophie de Schleswig-Holstein-Sonderbourg. Avec elle, il a sept enfants :
1. Louise-Élisabeth de Wurtemberg-Oels (22 février 1673 à Bernstadt - 28 avril 1736 à Forst), princesse de Wurtemberg-Œls, épouse le duc Philippe de Saxe-Mersebourg-Lauchstadt.
2. Christian Ulrich (21 février 1674 à Bernstadt - 2 juillet 1674 à Bernstadt).
3. Léopold Victor (22 mai 1675 à Bernstadt - 30 avril 1676 à Bernstadt).
4. Frédérique Christine (13 mai 1676 à Bernstadt - 3 juin 1676 à Bernstadt).
5. Sophie-Angélique de Wurtemberg-Oels (30 mai 1677 à Bernstadt - 11 novembre 1700 à Pegau), princesse de Wurtemberg-Œls, épousa le duc Frédéric-Henri de Saxe-Pegau-Neustadt.
6. Éléonore Amöena (21 octobre 1678 à Breslau - 2 avril 1679 à Bernstadt).
7. Théodosie (20 juillet 1680 à Bernstadt; - 21 septembre 1680 à Bernstadt).

Il s'est remarié le 27 octobre 1683 à Doberlug avec Sibylle Marie de Saxe-Mersebourg, fille du duc Christian Ier de Saxe-Mersebourg et Christine de Schleswig-Holstein-Sonderbourg-Glücksbourg. Avec elle il a sept enfants :
1. Christine Marie (17 août 1685 à Bernstadt - 24 mars 1696 à Bernstadt).
2. Christian Erdmann (24 juillet 1686 à Merseburg - 8 juillet 1689 à Merseburg).
3. Éléonore Hedwige (11 juillet 1687 à Bernstadt - 25 octobre 1688 à Bernstadt).
4. Ulrike Erdmuthe (5 février 1689 à Breslau - 5 septembre 1690 à Bernstadt).
5. Charles-Frédéric II de Wurtemberg-Oels (7 février 1690 à Mersebourg; - 14 décembre 1761 à Œls), duc de Wurtemberg-Œls-Juliusbourg, épousa Sibylle Julienne Charlotte de Wurtemberg-Weiltingen.
6. Christian-Ulrich II de Wurtemberg-Wilhelminenort (27 janvier 1691 au château de Vielguth à Œls - 11 février 1734 à Stuttgart), duc de Wurtemberg-Wilhelminenort, marié à Philippine-Charlotte de Redern-Krappitz.
7. Élisabeth Sibylle (19 mars 1693 à Delitzsch - 21 février 1694 à Delitzsch).

Il se remarie une troisième fois, le 4 février 1695 à Hambourg avec Sophie Wilhelmine de Frise-Orientale (17 octobre 1659 - 4 février 1698), fille du prince Ennon-Louis de Frise orientale et Julienne-Sophie-Justine de Barby-Mühlingen. Avec elle il a une fille :
1. Augusta-Louise de Wurtemberg-Oels (21 janvier 1698 à Bernstadt - 4 janvier 1739 à Château Skarsine Trebnitz), mariée à Georges-Albert de Saxe-Weissenfels-Barby, comte de Barby.

Il conclut son quatrième mariage, le 6 décembre 1700 à Güstrow avec Sophie (21 juin 1662; - 1er juin 1738), fille du duc Gustave-Adolphe de Mecklembourg-Güstrow et Madeleine Sibylle de Schleswig-Holstein-Gottorp. Ce mariage est resté sans enfant.